# Sans famille, sans le sou, en quête d'affection
Pour plus de détails, voir Fiche technique et Distribution.
Sans famille, sans le sou, en quête d'affection (Senza famiglia, nullatenenti cercano affetto) est un film italien réalisé par Vittorio Gassman, sorti en 1972.

## Fiche technique
- Titre original : Senza famiglia, nullatenenti cercano affetto
- Titre français : Sans famille, sans le sou, en quête d'affection
- Réalisation : Vittorio Gassman
- Scénario : Vittorio Gassman, Agenore Incrocci et Furio Scarpelli
- Photographie : Mario Vulpiani
- Montage : Franco Arcalli
- Musique : Fiorenzo Carpi
- Pays d'origine : Italie
- Genre : comédie
- Date de sortie : 1972

## Distribution
- Vittorio Gassman : Armando Zavanatti
- Paolo Villaggio : Agostino Antoniucci
- Carlo Delle Piane : Infirmier
- Rossana Di Lorenzo : Hooker
- Augusto Mastrantoni : Tarquinio Maccaresi
- Toni Ucci : Infirmier
- Corrado Gaipa : Juge
- Salvatore Baccaro (non crédité)
- Enzo Robutti